# Rafael Flores Montenegro
Rafael Antonio Flores Montenegro (Villa de María del Río Seco, Córdoba, Argentina, 1950) es un escritor argentino que, además de cultivar los géneros literarios de la poesía, el cuento, el ensayo y la novela, descuella como investigador y especialista en la cultura del tango rioplatense. 

## Biografía

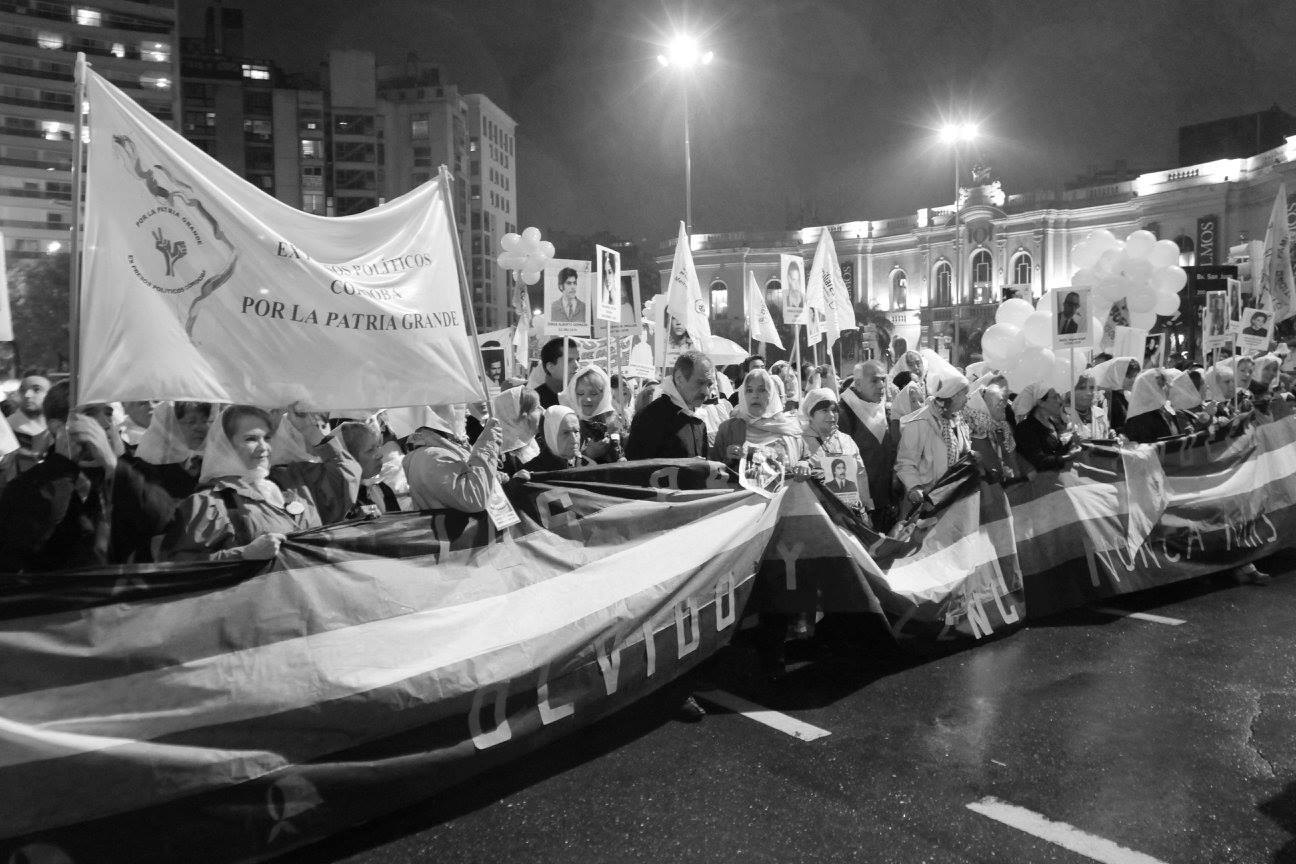
Con las Madres de Plaza de Mayo, en Córdoba, Argentina.

Desde joven tuvo que compatibilizar el estudio en la facultad de Psicología de Córdoba con el trabajo como obrero en el gremio del Caucho en Córdoba, donde fue nombrado dirigente de la Mesa de Gremios en Lucha. Participó como representante sindical independiente en el proceso de construcción de Las Coordinadoras Interfabriles que, junto con otros factores, precipitaron el golpe de Estado de Videla en 1976. En ese mismo año es secuestrado, junto con otros ocho dirigentes sindicales de diversos Gremios y tras permanecer tres años detenido, fue enviado bajo el estatuto de refugiado político a España en 1979 donde reside desde entonces. 
Durante el macro-juicio por delitos de lesa humanidad contra la última dictadura militar argentina que condenó a cadena perpetua y otras penas a jefes y oficiales de las Juntas Militares (como el dictador Videla, o los militares Massera o Luciano Menéndez, entre otros) su caso formó parte del sumario en calidad de represaliado durante aquellos años. 
Desde su llegada a España ha simultaneado su labor de escritor e investigador con la de director artístico de espectáculos relacionados con la cultura rioplatense.
Actualmente imparte un taller literario en Madrid. 

### Investigador y divulgador del tango
Investigador especializado en universo del tango, indaga en su extensa producción ensayística sobre las circunstancias y movimientos sociales que lo inspiraron, en sus personajes emblemáticos (de forma destacada : el cantante Carlos Gardel,; el letrista José María Contursi o el compositor Osvaldo Berlingieri) , en las Orquestas y los letristas, así como los vínculos con la mitología clásica, la literatura contemporánea y con la danza. 
Es novedosa la comparativa que plantea entre el Tango y las fiestas Dionisias de la Antigua Grecia en el ensayo Dioniso en la fiesta del tango: "La sociedad orillera rioplatense inventó una música y danza que tenían fuerza embriagante e irresistible, donde los jóvenes se adherían con fervor y organizaban su vida en función de cómo irían coronando sus días en la milonga. La actuación improvisada, las referencias fálicas vinculadas a los burdeles y al lenguaje de algunos de sus temas en sus orígenes, así como la condición popular y por ende democrática de la fiesta tanguera, encuentra íntimas semejanzas con los cultos dionisíacos, aunque desprovista de signo religioso pero dotada de la misma fuerza emocional que atraviesa épocas y renace. A los países del Plata llegó el aluvión migratorio proveniente del Mediterráneo, punto de origen e irradiación directa de la cultura griega. Y es evidente que el tango nace de mano del pobrerío nativo e inmigrante pivotando sobre la danza y la música, inventando una fiesta propia, contestando a las propuestas excluyentes de la sociedad patricia rioplatense. Comparando ambas culturas, desde este punto de vista, el tango representó un revulsivo en cierta forma similar a como lo fuera el teatro para los griegos del siglo VI y V a.C. Las sintonías entre ambos abren vías de investigación : desde los escenarios y las gradas de los teatros griegos, el papel del coro, hasta la misma poesía que surge para ser representada. Las Orquestas de Tango y sus cantores; los bailarines que aprueban o rechazan la actuación de los palcos, la recitación repentista, nos hablan de importantes resonancias del teatro y la poesía griegos en la epifanía de los Tangos". 
Varios de sus ensayos están traducidos al inglés, al alemán, al francés, al italiano. Siendo importante destacar la publicación junto con "Mundo Gardeliano" del ensayo Carlos Gardel,the voice of the tango, en febrero de 2020, constituyendo la primera biografía de Carlos Gardel en idioma inglés desde el relevante esfuerzo de Simón Collier en 1985. 
Su labor de divulgación de la cultura del tango se desarrolla no sólo en Europa y Latinoamérica, sino también proyecta algunos ecos hacia Asia publicando en lengua vietnamita la biografía de Berlingieri y organizando la Gira en Madrid y Granada de la Orquesta Japonesa Tango Ensemble Astroricoel año 1995. 
Imparte conferencias, talleres y seminarios en diversas universidades, instituciones y asociaciones culturales españolas, italianas, francesas, alemanas y latinoamericanas, desde los 90 y hasta la actualidad. Mantiene estrecha colaboración con la Universidad Estatal de Milano, cuyos alumnos de la Facoltà di Mediazione Linguistica e di Studi Interculturali estudian su ensayo Il Tango e i suoi labirinti.

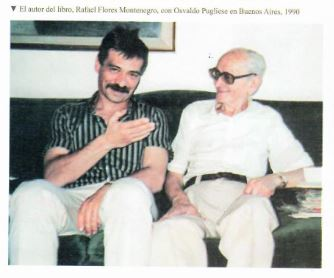
Con Osvaldo Pugliese en 1990.

Organiza en 1994 el Primer Encuentro Internacional de Tango celebrado en España (Madrid), así como a lo largo de la década de los 90, diversas giras con importantes figuras del tango : el director de orquesta y bandoneonista Leopoldo Federico; el cantante Carlos Ernesto Di Loreto, más conocido como Carlos Acuña y el también director de orquesta Osvaldo Pugliese. Ya en los años 2006 y 2007 trae a España al compositor Osvaldo Berlingieri a quien entrevista, del que escribe una biografía y con quien mantiene amistad hasta su muerte en el 2015.
Ha sido galardonado con el Premio SADAIC en 1997 por su labor difusora de la cultura Rioplatense en el mundo y recientemente, en el 2019, obtiene la distinción de Embajador del Tango por la Asociación Cultural Protango con el patrocinio de la Unesco.

#### "Mano a Mano con el Tango" en la Radio Española (1987-2018)
Ininterrumpidamente desde 1987 hasta el año 2018, condujo el programa radiofónico Mano a mano con el tango en diferentes radios españolas : Radio Cadena de RNE, Radio Voz , Onda Madrid y RNE5.

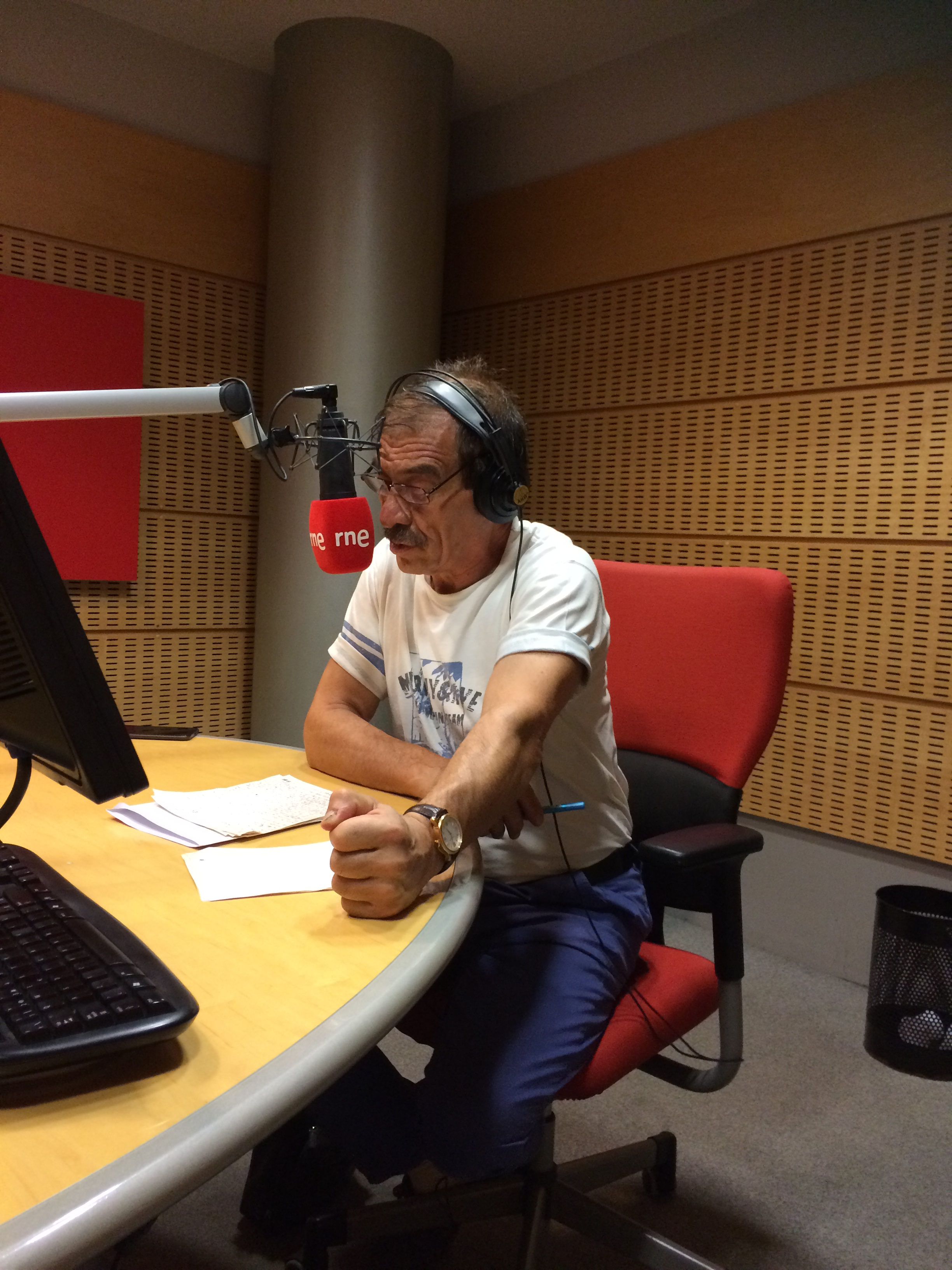
en Radio Nacional de España 2018

### Escritor
Heredero de la generación de escritores del llamado boom latinoamericano. Su obra literaria abarca diversos géneros literarios: ensayo, novela, cuento y poesía. Además ha prologado a diversos autores. La difusión de dos de los libros que recogen su primera etapa de militancia, a saber: la novela Otumba, como evocación de “otra épica”, la de la generación de los setenta en Latinoamérica, su exilio y su memoria; y el ensayo Pasión y Caída, memoria de la Mesa de Gremios en Lucha sobre sus vivencias en los movimientos asamblearios de la Argentina entre 1973 y 1976 , le grangea la amistad de importantes correligionarios como los militantes Agustín Tosco, Pedro Milesi o el poeta José Viñals a quién considerará su maestro.
En 1985 comparte con la escritora Ana María Shúa, la representación de Argentina en el Primer Encuentro Hispanoamericano de Jóvenes Creadores, celebrado en el Palacio de Exposiciones y Congresos de Madrid.
En mayo del año 2016, participa en las Jornadas sobre Borges organizadas por el Centro de Arte Moderno y el Museo del Escritor en la Casa de América de Madrid "El Infinito Borges"  junto con el escritor argentino Blas Matamoro y el profesor de la Universidad de Navarra Javier de Navascués. En noviembre de ese mismo año, es convocado en Atenas dentro del contexto del Congreso Internacional “Jorge Luis Borges. La leyenda y su legado a treinta años de su muerte” para impartir una conferencia sobre "Borges y el tango". 
Formando parte de un elenco de escritores en el exilio, en abril del 2018, participa en las II Jornadas de Poesía en Valladolid, "Poesía y Migraciones" coordinado por el poeta y profesor de Derecho Javier Dámaso en el que se reúnen a poetas de diversas nacionalidades cuyo mérito radica en haber escrito parte de su obra en lengua castellana. 
Participa en encuentros culturales en diversas Universidades y Ateneos. 
Colaborador habitual en Revistas de difusión cultural fundamentalmente del ámbito latinoamericano como Cuadernos Hispanoamericanos (España), Revista El Furgón Sudestada (Argentina), Lanzas Y Letras (Colombia), El Pájaro Cultural (Salta, Argentina) o Hispanic. L.A. (Los Ángeles de California).

## Distinciones
- SADAIC 1997
- PROTANGO Embajadores del Tango 2019[15]

## Obras

#### Ensayos
Sobre política y literatura
- Flores Montenegro, Rafael (2021). Conversaciones con José Viñals, semblanza de un maestro (Jaén 2007 y Málaga 2008). Babel Editorial. ISBN 9789876972796.
- Flores Montenegro, Rafael (2016). Semblanzas, Prólogos y Vivencias. Babel. ISBN 9789876971096.
- Flores Montenegro, Rafael (2009,2018). Pasión y Caída, Memoria de la Mesa de Gremios en Lucha, Argentina 1973-1976. Ed. Abrazos. ISBN 9789872448103.

Sobre tango
- Flores Montenegro, Rafael (2003). Carlos Gardel, la Voz del Tango. Alianza Editorial. ISBN 9788420629537.
- Flores Montenegro, Rafael (1993,1994,1997,1998,2005,2006,2007). Carlos Gardel, Tango Inacabable. Ed. Abrazos. ISBN 9783939871019.
- Flores Montenegro, Rafael (2001). Gardel y el Tango, Repertorio de Recuerdos. Ediciones de la Tierra. ISBN 9788460734505.
- Flores Montenegro, Rafael (2016). Dioniso en la fiesta del Tango. Huerta de Lectores. ISBN 9789873606014.
- Flores Montenegro, Rafael (1995,2005,2015). Amor en el Tango, Gricel-José Mª Contursi. Ediciones Fabro. ISBN 9789877131123.
- Flores Montenegro, Rafael (1993,2000,2007,2009,2010,2012). El Tango, desde el umbral hacia dentro. Ediciones Fabro. ISBN 9789871677634.
- Flores Montenegro, Rafael. Osvaldo Berlingieri "Yo toco el Piano". Ed. Abrazos. ISBN 9789872448141.
- Flores Montenegro, Rafael (2022). Poesía del tango. Pasión, transtierros y pensamiento libertario en el siglo XX. La linterna sorda. ISBN 9788412254778.

Ensayos traducidos a otros idiomas
- Flores Montenegro, Rafael. Passione e Sconfitta. Memoria della Mesa de Gremios en Lucha. Argentina, 1973-1976 (en italiano). Edizioni Arcoiris. ISBN 9788896583319.
- Flores Montenegro, Rafael (2020).  Mundo Gardeliano, ed. Carlos Gardel, the voice of the Tango (en inglés). Amazon. ISBN 9780578625966.
- Flores Montenegro, Rafael. Carlos Gardel, Unendlicher Tango (en en alemán). Ed. Abrazos. ISBN 3896576127.
- Flores Montenegro, Rafael (2007). Carlos Gardel, Tango à l´infini (en francés). Abrazos. ISBN 9783939871057.
- Flores Montenegro, Rafael. Carlos Gardel, Tango Senza Fine (en italiano). Viennepierre Edizioni. ISBN 9788876010828.
- Flores Montenegro, Rafael (2016). Dioniso nell´abbraccio del Tango (en italiano). Abrazos. ISBN 9783939871446.
- Flores Montenegro, Rafael. Il Tango e i suoi labirinti (en italiano). Ed. Abrazos. ISBN 9783939871125.
- Flores Montenegro, Rafael. Osvaldo Berlingieri "Tôi choi dàn duong câm" (en vietnamita). Ed. Nha Xuat Ban Giao Duc Vietnam. ISBN 9786040070500.

#### Cuentos
- Flores Montenegro, Rafael (1983,1987,1989,2013). Conversaciones con el Búho. Nos y otros editores. ISBN 9788493414955.
- Flores Montenegro, Rafael (2011). De Padre, Madre y otros cuentos. Ed. Relatos del Dragón. ISBN 9789509015876.
- Flores Montenegro, Rafael (1997,1999,2005). Cuentos de Sombra Errante. Relatos del Dragón. ISBN 9789509015128.
- Flores Montenegro, Rafael (1985). El Fin del Camino y otros cuentos. Alción Editora.
- Flores Montenegro, Rafael (1981). En una Caja Oscura. Onzevaras.

#### Novela
- Flores Montenegro, Rafael (1990,1996,2000,2007,2017). Otumba. Babel. «novela finalista en el premio de letras hispanas Felipe Trigo».

#### Poesía
- Flores Montenegro, Rafael (2019). Con el Hueco de la Mano hacia Arriba. Ed. Opera Prima. ISBN 9788499466569.
- Flores Montenegro, Rafael (1985,2011). La Caracola en el Oído. Nos y Otros Escritores. ISBN 9788493414924.
- Flores Montenegro, Rafael (2008). De Aquello que Pasa y Queda. Poesía del Dragón. ISBN 9789509015470.
- Flores Montenegro, Rafael (2003). El Oro de la Vida. Narvaja Editor.